# Paul Monaghan
Paul Monaghan (* 11. November 1965 in Montrose) ist ein schottischer Politiker der Scottish National Party (SNP).

## Leben
Monaghan wurde 1965 in Montrose in Angus geboren. Im Alter von zwei Jahren zog er mit seiner Familie nach Inverness. Er besuchte die Inverness Royal Academy und studierte dann an der Universität Stirling Psychologie und Soziologie. Monaghan schloss mit einer Promotion in Sozialpolitik ab.
Er ist verheiratet und Vater einer Tochter. Die Familie lebt in Contin. Er ist in verschiedenen Hilfsorganisationen teils leitend tätig und organisatorisch am Campus Thurso der University of the Highlands and Islands aktiv.

## Politischer Werdegang
1994 trat Monaghan in die SNP ein. Im Vorfeld des Referendums zur schottischen Unabhängigkeit 2014 war Monaghan Gründer der Initiative Yes Highland, mit welcher die SNP in der Region für ein unabhängiges Schottland warb.
Bei den britischen Unterhauswahlen 2015 kandidierte Monaghan für die SNP im Wahlkreis Caithness, Sutherland and Easter Ross. Er trat dabei gegen den Liberaldemokraten John Thurso an, welcher den Wahlkreis seit 2001 im britischen Unterhaus vertrat. Nach massiven Stimmgewinnen der SNP bei diesen Wahlen, erreichte Monaghan den höchsten Stimmenanteil und zog in der Folge erstmals in das House of Commons ein. Er war Mitglied des Ausschusses für Umwelt, Ernährung und ländliche Angelegenheiten. In der Unterhauswahl 2017 verlor Monaghan seinen Parlamentssitz an Jamie Stone von den Liberal Democrats.